# Фонтан из цепочки

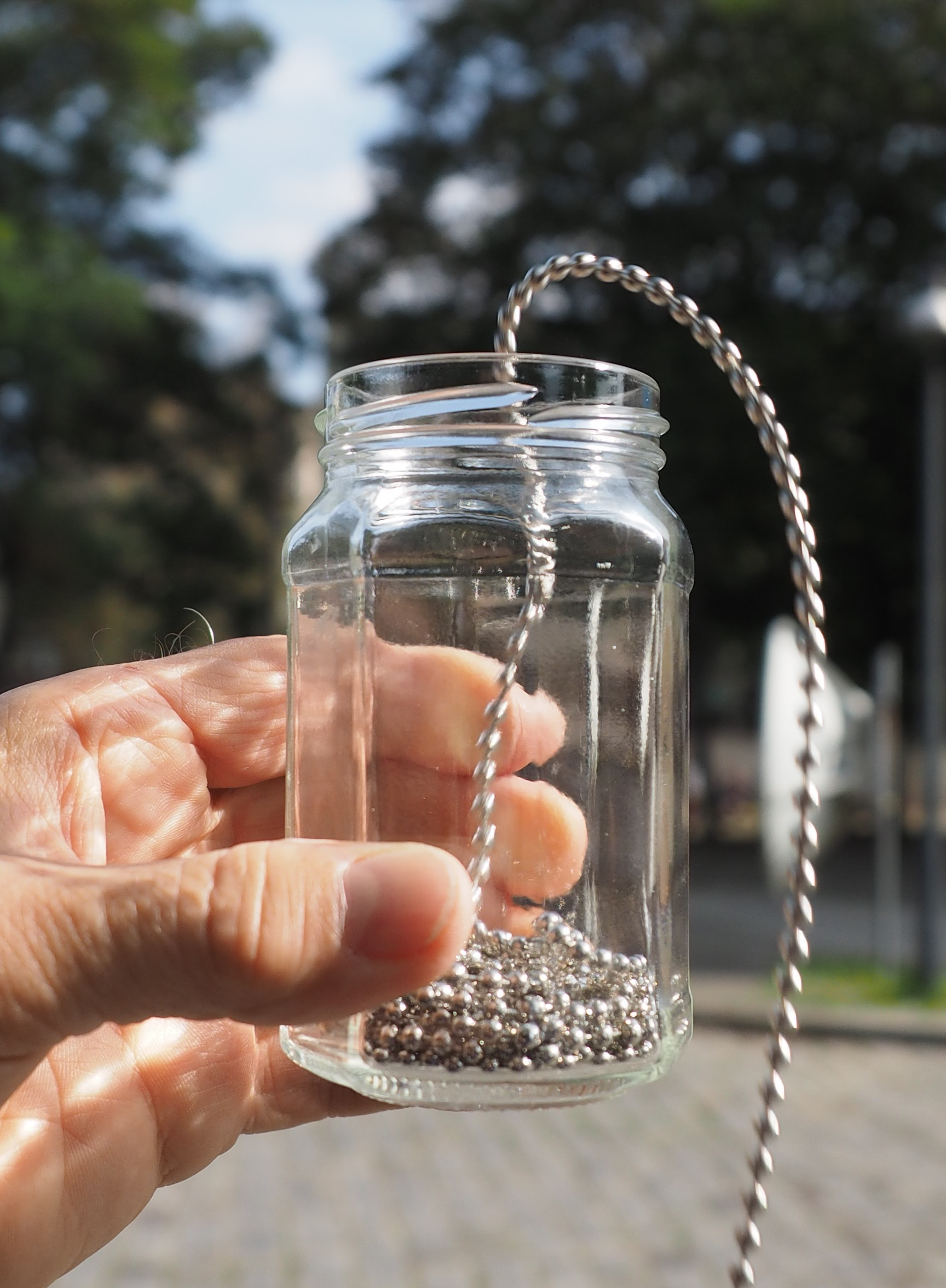
Фотография фонтана из цепочки

Фонтан из цепочки, также эффект Моулда — контринтуитивный физический эксперимент.
Длинную (минимум несколько метров) цепочку укладывают в банку, поднимают банку высоко (минимум на высоту человеческого роста), и конец цепочки перебрасывают через край. Определённые типы цепочки, выползая из банки, зависают в воздухе и начинают «фонтанировать», не опираясь на край. Если цепь достаточно длинная, а банка поднята достаточно высоко, фонтан может подниматься на 1 метр и даже выше.
С обычной цепью из плоских звеньев опыт не проходит, она выползает, опираясь на край. Наилучшие результаты получаются на некоторых видах новогодних бус, а ещё лучшие — на шариковой цепочке. Впрочем, трудно найти длинную непрерывную шариковую цепь, а если срастить несколько коротких цепочек в одну длинную и подняться на высоту нескольких этажей, стандартные соединительные звенья не выдержат.

## История
Эксперимент с цепочкой, выползающей из банки, известен давно под названием «бусы Ньютона». Тот факт, что неровные бусы почти не тормозят и многометровая нитка улетает за несколько секунд, долгое время принимался как должное — пока не выяснилось, что определённые сорта бус и цепочек не просто не тормозят, а ещё и поднимаются над краем.
Корни явления прослеживаются до 2012 года — задача по исследованию фонтана из бус игралась на Международном турнире юных физиков. Наматывая бусы на барабан шуруповёртом — стандартным электромотором для подобных проектов — школьники сумели поднять фонтан на 1 метр.
В 2013 году эффект показал на своём YouTube популяризатор науки Стив Моулд, но не сумел тогда объяснить явление. В дальнейшем на Би-Би-Си, подняв банку подъёмным краном на 30 м над землёй, он показал, что фонтан поднимается на высоту 2,1 м. Два кембриджских учёных, Джон Биггинс и Марк Уорнер, попытались исследовать явление, приклеив к нему названия «фонтан из цепочки» и «эффект Моулда». Моулд предложил и своё объяснение, полемизируя с Биггинсом и Уорнером. Заодно он своими силами попытался побить рекорд Би-Би-Си, но не сумел.

## Возможные объяснения

### Упругость
Объяснение предложил популяризатор науки Андрей Щетников из Новосибирска.
Чтобы заставить покоящуюся бусину двигаться, нужна определённая сила. Чтобы передать бусине эту силу, нить растягивается — а потом сжимается, запуская бусину в воздух. Таким образом, каждая следующая бусина подлетает в воздух ненамного, но быстрее предыдущей.
Спустив бусы с 10-го этажа, Щетников получил высоту около 50 см.

### Рычажный эффект
Объяснение предложили кембриджские учёные Джон Биггинс и Марк Уорнер.
Если рассматривать цепочку как соединённые между собой стержни, то выползающая из банки цепочка приводит один такой стержень во вращательное движение — и он, проворачиваясь, начинает давить на запас цепочки. Эта сила давления и заставляет цепочку подниматься.
Стив Моулд предполагает, что шариковую цепь поднимает в воздух не просто рычажный эффект, а рычажный эффект от нескольких шариков сразу. В отличие от новогодних бус, шариковая цепь не может сильно гнуться, а будучи изогнутой до предела, ведёт себя как жёсткое тело. Получается рычаг достаточной длины, чтобы эффективно действовать на запас цепочки.
Если цепочку держать не в банке, а разложить рядами на горизонтальной поверхности, эта же рычажная сила заметно сдвинет цепочку в обратную сторону.

### Подскоки
Норвежцы Эйрик Флеккёй, Марсель Моура и Кнут Молёй провели вычислительный эксперимент и обнаружили, что с условно плоского дна бусы не фонтанируют. Зато они предложили такое объяснение: прежде чем оторваться, бусины некоторое время волочатся горизонтально по неровному запасу бус — и, разумеется, подскакивают. Киносъёмка также показала, что бусы поднимаются в воздух не равномерно, а скачками, по несколько бусин за раз.